# ロドリゴデトリアーノ
ロドリゴデトリアーノ（Rodrigo de Triano、1989年5月27日 - 2014年8月5日）は、アメリカで生まれイギリスで調教された競走馬で、引退後は種牡馬として供用された。
馬名は、クリストファー・コロンブスがアメリカ大陸を発見するに至った航海にて、最初に陸地（西インド諸島、サンサルバドル島）を視認した船員の名前に由来する。本馬がクラシックシーズンを迎えた1992年はアメリカ大陸発見からちょうど500年ということから、彼にちなんで名付けられた。

## 経歴

### 競走馬時代
1991年、2歳時の7月にデビュー。デビュー戦で初勝利を挙げ、その後2連勝し、初の重賞挑戦となったシャンペンステークス (G2) を制す。4連勝で挑んだミドルパークステークス (G1) も制し、無敗でG1初勝利を挙げた。
1992年、この年初戦のグリーナムステークス (G3) では4着となり連勝がストップするが、続く2000ギニー (G1) とアイリッシュ2000ギニー (G1) を制し、史上3頭目のイギリス&アイルランド2000ギニー2か国制覇を成し遂げた。しかしエプソムダービーでは1番人気に支持されるが、ドクターデヴィアスらに敗れ9着という結果に終わった。続くセントジェームズパレスステークスは4着だったが、インターナショナルステークスでは、ドクターデヴィアスらを相手にレースを制しG1通算4勝目を挙げた。さらにチャンピオンステークスも制しG1通算5勝目を挙げ、初のダート戦となったブリーダーズカップ・クラシックに出走するが、最下位となる14着に終わり、このレースを最後に競走馬を引退することになった。なおこの年のカルティエ賞最優秀3歳牡馬に選出された。

### 種牡馬時代
競走馬引退後は種牡馬として日本へ輸出され、日本軽種馬協会 (JBBA) で1993年から種牡馬生活を開始した。
1997年と1998年にはJBBA初のシャトル種牡馬としてニュージーランドで供用された。
2007年の種付けシーズン後にJBBA下総種馬場からJBBA那須種馬場へ移動した。2008年の種付けシーズン後にJBBA那須種馬場からJBBA九州種馬場へ移動した。
2013年を最後に種牡馬を引退。その後はJBBA静内種馬場で功労馬として余生を送っていた。
2014年8月5日、肺炎による呼吸不全のために繋養先のJBBA静内種馬場で死亡した。

## 主な産駒
太字は勝利したGⅠ級競走。
- 1994年産
  - ミヤギロドリゴ（福島記念）
  - ドラゴンライト（ニューイヤーステークス）
- 1995年産
  - エリモエクセル（優駿牝馬、中京記念、マーメイドステークス、府中牝馬ステークス）
  - イブキヤマノオー（ダイヤモンドステークス）
  - グリーンプレゼンス（若葉ステークス、ナリタトップロードの半兄）
- 1996年産
  - グレイスナムラ（京都牝馬ステークス）
- 1997年産
  - マイネルコンドル（札幌3歳ステークス）
  - ゴールデンロドリゴ（UHB杯、札幌日刊スポーツ杯）
- 1999年産
  - セニョールベスト（地方32勝、日本におけるサラブレッド最多出走記録）
- 2000年産
  - オカノハーモニー（福島2歳ステークス）
- 2002年産
  - ナムラローレライ（ル・プランタン賞）
- 2003年産
  - スーパーホーネット（スワンステークス、京王杯スプリングカップ、毎日王冠、マイラーズカップ、朝日杯フューチュリティステークス2着、マイルチャンピオンシップ2着2回、安田記念2着）
- 2009年産
  - コウユーサムライ（松浦川賞、高千穂峰賞）

### ブルードメアサイアーとしての主な産駒
- 2005年産
  - バシケーン（父シルクジャスティス、中山大障害）

## 血統表
| ロドリゴデトリアーノの血統（ノーザンダンサー系 / アウトクロス） | ロドリゴデトリアーノの血統（ノーザンダンサー系 / アウトクロス） | ロドリゴデトリアーノの血統（ノーザンダンサー系 / アウトクロス） | （血統表の出典）         | （血統表の出典） |
| 父 El Gran Senor 1981 鹿毛                                      | 父の父Northern Dancer 1961 鹿毛                                 | Nearctic                                                        | Nearco                   | Nearco           |
| 父 El Gran Senor 1981 鹿毛                                      | 父の父Northern Dancer 1961 鹿毛                                 | Nearctic                                                        | Lady Angela              |                  |
| 父 El Gran Senor 1981 鹿毛                                      | 父の父Northern Dancer 1961 鹿毛                                 | Natalma                                                         | Native Dancer            | Native Dancer    |
| 父 El Gran Senor 1981 鹿毛                                      | 父の父Northern Dancer 1961 鹿毛                                 | Natalma                                                         | Almahmoud                |                  |
| 父 El Gran Senor 1981 鹿毛                                      | 父の母Sex Appeal 1970 栗毛                                      | Buckpasser                                                      | Tom Fool                 | Tom Fool         |
| 父 El Gran Senor 1981 鹿毛                                      | 父の母Sex Appeal 1970 栗毛                                      | Buckpasser                                                      | Busanda                  |                  |
| 父 El Gran Senor 1981 鹿毛                                      | 父の母Sex Appeal 1970 栗毛                                      | Best in Show                                                    | Traffic Judge            | Traffic Judge    |
| 父 El Gran Senor 1981 鹿毛                                      | 父の母Sex Appeal 1970 栗毛                                      | Best in Show                                                    | Stolen Hour              |                  |
| 母 Hot Princess 1980 栗毛                                       | 母の父*ホットスパーク Hot Spark 1972 栗毛                       | Habitat                                                         | Sir Gaylord              | Sir Gaylord      |
| 母 Hot Princess 1980 栗毛                                       | 母の父*ホットスパーク Hot Spark 1972 栗毛                       | Habitat                                                         | Little Hut               |                  |
| 母 Hot Princess 1980 栗毛                                       | 母の父*ホットスパーク Hot Spark 1972 栗毛                       | Garvey Girl                                                     | Princely Gift            | Princely Gift    |
| 母 Hot Princess 1980 栗毛                                       | 母の父*ホットスパーク Hot Spark 1972 栗毛                       | Garvey Girl                                                     | Tekka                    |                  |
| 母 Hot Princess 1980 栗毛                                       | 母の母Aspara 1972 栗毛                                          | Crimson Satan                                                   | Spy Song                 | Spy Song         |
| 母 Hot Princess 1980 栗毛                                       | 母の母Aspara 1972 栗毛                                          | Crimson Satan                                                   | Papila                   |                  |
| 母 Hot Princess 1980 栗毛                                       | 母の母Aspara 1972 栗毛                                          | Courtside                                                       | Court Martial            | Court Martial    |
| 母 Hot Princess 1980 栗毛                                       | 母の母Aspara 1972 栗毛                                          | Courtside                                                       | Omelet Souffle F-No.20-a |                  |